# Copa Europeia da FIBA de 2019-20
A Temporada 2019-20 da Copa Europeia da FIBA foi a 5ª edição da competição continental masculina organizada pela FIBA Europa, sucursal da Federação Internacional de Basquetebol. A competição hoje figura como a quarta competição continental mais importante do basquetebol europeu.
Em virtude da Pandemia de COVID-19, a FIBA decidiu interromper a competição quando seriam disputadas as semifinais e não houve a consagração de um campeão.

## Clubes participantes
Equipes de toda a Europa podem se inscrever para jogar na Copa Europeia da FIBA. As vagas são concedidas com base em resultados em ligas domésticas..
As equipes registradas foram publicadas oficialmente em 23 de julho de 2019.
| Temporada Regular   | Temporada Regular | Temporada Regular | Temporada Regular  |
| ------------------- | ----------------- | ----------------- | ------------------ |
| Spirou              | Ironi Nes Ziona   | Ventspils         | Tsmoki Minsk       |
| Basic Fit Brussels  | Landstede Hammers | Legia             | Balkan             |
| Egis Körmend        | Sibiu             | Benfica           | Bakken Bears       |
| Pécs Veolia         | Enisey            | Södertälje Kings  | Z-Mobile Prishtina |
| Levski Lukoil       | Bahçeşehir Koleji | Fribourg Olympic  | Donar              |
| APOEL               | Keravnos          | Kyiv Basket       | Oradea             |
| medi Bayreuth       | Karhu             | Kapfenberg Bulls  | Inter Bratislava   |
| Fase Qualificatória |                   |                   |                    |
| Borisfen            | Kataja            | U-BT Cluj-Napoca  | Dnipro             |
| Beroe (3rd)         | Rahoveci          | Borås             |                    |
| Tartu Ülikool       | ZZ Leiden         | Pınar Karşıyaka   |                    |

### Requerentes
As quatro equipes abaixo optaram não participar desta competição ao serem eliminados na fase classificatória da Liga dos Campeões:
- Karhu
- Lietkabelis
- Polski Cukier Toruń
- San Pablo Burgos

## Fase Qualificatória
| Equipe 1      | Total   | Equipe 2         | 1.º jogo | 2.º jogo |
| ------------- | ------- | ---------------- | -------- | -------- |
| Tartu Ülikool | 165–171 | Kataja           | 78–72    | 87–99    |
| Beroe         | 172–179 | ZZ Leiden        | 86–71    | 86–108   |
| Borisfen      | 147–182 | Dnipro           | 76–101   | 71–81    |
| Borås         | 128–155 | Pınar Karşıyaka  | 70–77    | 58–78    |
| Rahoveci      | 120–189 | U-BT Cluj-Napoca | 73–98    | 47–91    |

## Temporada Regular

### Grupo A
| Pos | Clube            | J | V | D | P+  | P-  | SP  | Pts | Classificação               |     | C/V   | BEN   | INT     | PEC    | ZZL |
| --- | ---------------- | - | - | - | --- | --- | --- | --- | --------------------------- | --- | ----- | ----- | ------- | ------ | --- |
| 1   | Benfica          | 6 | 5 | 1 | 517 | 489 | 28  | 11  | Avançam para a próxima fase | BEN |       | 77-68 | 85-66   | 103-99 |     |
| 2   | ZZ Leiden        | 6 | 4 | 2 | 533 | 503 | 30  | 10  | Avançam para a próxima fase | INT | 91-95 |       | 88-87   | 78-88  |     |
| 3   | Inter Bratislava | 6 | 2 | 4 | 486 | 520 | -34 | 8   |                             | PEC | 81-89 | 91-94 |         | 87-77  |     |
| 4   | Pécs Veolia      | 6 | 1 | 5 | 514 | 538 | -24 | 7   |                             | ZZL | 84-68 | 80-67 | 105-100 |        |     |

### Grupo B
| Pos | Clube             | J | V | D | P+  | P-  | SP  | Pts | Classificação               |     | C/V   | KER   | KAP   | IRO    | LAN |
| --- | ----------------- | - | - | - | --- | --- | --- | --- | --------------------------- | --- | ----- | ----- | ----- | ------ | --- |
| 1   | Ironi Nes Ziona   | 6 | 6 | 0 | 460 | 405 | 55  | 12  | Avançam para a próxima fase | KER |       | 76-70 | 74-85 | 88-85  |     |
| 2   | Landstede Hammers | 6 | 3 | 3 | 530 | 477 | 53  | 9   | Avançam para a próxima fase | KAP | 86-76 |       | 75-82 | 67-100 |     |
| 3   | Keravnos          | 6 | 2 | 4 | 464 | 491 | -27 | 8   |                             | IRO | 87-78 | 20-0  |       | 92-90  |     |
| 4   | Kapfenberg Bulls  | 6 | 1 | 5 | 362 | 443 | -81 | 6   |                             | LAN | 78-72 | 89-64 | 88-94 |        |     |

### Grupo C
| Pos | Clube              | J | V | D | P+  | P-  | SP   | Pts | Classificação               |     | C/V    | VEN    | PRI    | APO   | BAY |
| --- | ------------------ | - | - | - | --- | --- | ---- | --- | --------------------------- | --- | ------ | ------ | ------ | ----- | --- |
| 1   | Ventspils          | 6 | 6 | 0 | 602 | 439 | 163  | 12  | Avançam para a próxima fase | VEN |        | 104-84 | 105-57 | 95-77 |     |
| 2   | medi Bayreuth      | 6 | 4 | 2 | 542 | 472 | 70   | 10  | Avançam para a próxima fase | PRI | 72-122 |        | 93-74  | 68-93 |     |
| 3   | Z-Mobile Prishtina | 6 | 2 | 4 | 513 | 570 | -57  | 8   |                             | APO | 69-92  | 80-107 |        | 68-83 |     |
| 4   | APOEL              | 6 | 0 | 6 | 416 | 592 | -176 | 6   |                             | BAY | 80-84  | 97-89  | 112-68 |       |     |

### Grupo D
| Pos | Clube             | J | V | D | P+  | P-  | SP  | Pts | Classificação               |     | C/V   | FRI   | ORA   | SIB   | BAH |
| --- | ----------------- | - | - | - | --- | --- | --- | --- | --------------------------- | --- | ----- | ----- | ----- | ----- | --- |
| 1   | Bahçeşehir Koleji | 6 | 5 | 1 | 472 | 430 | 42  | 11  | Avançam para a próxima fase | FRI |       | 60-79 | 69-91 | 60-76 |     |
| 2   | Oradea            | 6 | 4 | 2 | 461 | 456 | 5   | 10  | Avançam para a próxima fase | ORA | 67-87 |       | 92-86 | 77-88 |     |
| 3   | Fribourg Olympic  | 6 | 2 | 4 | 428 | 466 | -38 | 8   |                             | SIB | 74-82 | 69-75 |       | 81-83 |     |
| 4   | Sibiu             | 6 | 1 | 5 | 472 | 481 | -9  | 7   |                             | BAH | 79-70 | 66-71 | 80-71 |       |     |

### Grupo E
| Pos | Clube              | J | V | D | P+  | P-  | SP  | Pts | Classificação               |     | C/V     | SPI   | DON   | BRU   | PIN |
| --- | ------------------ | - | - | - | --- | --- | --- | --- | --------------------------- | --- | ------- | ----- | ----- | ----- | --- |
| 1   | Pınar Karşıyaka    | 6 | 5 | 1 | 496 | 410 | 86  | 11  | Avançam para a próxima fase | SPI |         | 87-56 | 72-75 | 81-76 |     |
| 2   | Spirou             | 6 | 3 | 3 | 473 | 467 | 6   | 9   | Avançam para a próxima fase | DON | 67-78   |       | 75-63 | 62-79 |     |
| 3   | Donar              | 6 | 2 | 4 | 386 | 454 | -68 | 8   |                             | BRU | 104-101 | 70-72 |       | 66-79 |     |
| 4   | Basic Fit Brussels | 6 | 2 | 4 | 468 | 492 | -24 | 8   |                             | PIN | 92-54   | 77-57 | 93-90 |       |     |

### Grupo F
| Pos | Clube         | J | V | D | P+  | P-  | SP  | Pts | Classificação               |     | C/V   | KYI   | TSM   | LEV     | DNI |
| --- | ------------- | - | - | - | --- | --- | --- | --- | --------------------------- | --- | ----- | ----- | ----- | ------- | --- |
| 1   | Kyiv Basket   | 6 | 4 | 2 | 506 | 492 | 14  | 10  | Avançam para a próxima fase | KYI |       | 74-99 | 86-66 | 95-88   |     |
| 2   | Tsmoki Minsk  | 6 | 3 | 3 | 511 | 500 | 11  | 9   | Avançam para a próxima fase | TSM | 84-92 |       | 81-68 | 108-101 |     |
| 3   | Levski Lukoil | 6 | 3 | 3 | 453 | 453 | 0   | 9   |                             | LEV | 76-83 | 75-64 |       | 85-78   |     |
| 4   | Dnipro        | 6 | 2 | 4 | 497 | 522 | -25 | 8   |                             | DNI | 79-76 | 90-75 | 61-83 |         |     |

### Grupo G
| Pos | Clube            | J | V | D | P+  | P-  | SP  | Pts | Classificação               |     | C/V   | SÖD   | BAL   | ENI   | CLU |
| --- | ---------------- | - | - | - | --- | --- | --- | --- | --------------------------- | --- | ----- | ----- | ----- | ----- | --- |
| 1   | U-BT Cluj-Napoca | 6 | 5 | 1 | 533 | 490 | 43  | 11  | Avançam para a próxima fase | SÖD |       | 93-83 | 65-92 | 80-86 |     |
| 2   | Enisey           | 6 | 4 | 2 | 535 | 478 | 57  | 10  | Avançam para a próxima fase | BAL | 90-89 |       | 82-80 | 76-86 |     |
| 3   | Balkan           | 6 | 2 | 4 | 480 | 524 | -44 | 8   |                             | ENI | 99-78 | 84-69 |       | 97-87 |     |
| 4   | Södertälje Kings | 6 | 1 | 5 | 479 | 535 | -56 | 7   |                             | CLU | 85-74 | 92-80 | 97-83 |       |     |

### Grupo H
| Pos | Clube        | J | V | D | P+  | P-  | SP  | Pts | Classificação               |     | C/V     | LEG   | BAK   | EGI   | KAT |
| --- | ------------ | - | - | - | --- | --- | --- | --- | --------------------------- | --- | ------- | ----- | ----- | ----- | --- |
| 1   | Bakken Bears | 6 | 5 | 1 | 502 | 476 | 26  | 11  | Avançam para a próxima fase | LEG |         | 83-84 | 68-78 | 86-55 |     |
| 2   | Egis Körmend | 6 | 4 | 2 | 491 | 465 | 26  | 10  | Avançam para a próxima fase | BAK | 77-74   |       | 81-87 | 89-70 |     |
| 3   | Kataja       | 6 | 2 | 4 | 489 | 537 | -48 | 8   |                             | EGI | 74-60   | 80-86 |       | 81-75 |     |
| 4   | Legia        | 6 | 1 | 5 | 476 | 480 | -4  | 7   |                             | KAT | 112-105 | 82-85 | 95-91 |       |     |

## Segunda fase

### Grupo I
| Pos | Clube         | J | V | D | P+  | P-  | SP  | Pts | Classificação               |     | C/V    | BAK   | BEN    | BAY    | SPI |
| --- | ------------- | - | - | - | --- | --- | --- | --- | --------------------------- | --- | ------ | ----- | ------ | ------ | --- |
| 1   | medi Bayreuth | 6 | 5 | 1 | 581 | 526 | 55  | 11  | Avançam para a próxima fase | BAK |        | 88-75 | 110-92 | 101-87 |     |
| 2   | Bakken Bears  | 6 | 4 | 2 | 542 | 527 | 15  | 10  | Avançam para a próxima fase | BEN | 90-79  |       | 77-91  | 89-62  |     |
| 3   | Benfica       | 6 | 3 | 3 | 494 | 494 | 0   | 9   |                             | BAY | 105-82 | 96-78 |        | 100-89 |     |
| 4   | Spirou        | 6 | 0 | 6 | 484 | 554 | -70 | 6   |                             | SPI | 78-82  | 78-85 | 90-97  |        |     |

### Grupo J
| Pos | Clube            | J | V | D | P+  | P-  | SP  | Pts | Classificação               |     | C/V   | NES   | CLU   | ORA   | MIN |
| --- | ---------------- | - | - | - | --- | --- | --- | --- | --------------------------- | --- | ----- | ----- | ----- | ----- | --- |
| 1   | Tsmoki Minsk     | 6 | 4 | 2 | 481 | 446 | 35  | 10  | Avançam para a próxima fase | NES |       | 81-84 | 85-77 | 84-75 |     |
| 2   | U-BT Cluj-Napoca | 6 | 4 | 2 | 474 | 460 | 14  | 10  | Avançam para a próxima fase | CLU | 82-71 |       | 81-76 | 76-74 |     |
| 3   | Ironi Nes Ziona  | 6 | 2 | 4 | 476 | 501 | -25 | 8   |                             | ORA | 86-80 | 80-75 |       | 73-89 |     |
| 4   | Oradea           | 6 | 2 | 4 | 454 | 478 | -24 | 8   |                             | MIN | 97-75 | 78-76 | 68-62 |       |     |

### Grupo K
| Pos | Clube             | J | V | D | P+  | P-  | SP  | Pts | Classificação               |     | C/V    | LAN   | KÖR   | VEN   | KYI |
| --- | ----------------- | - | - | - | --- | --- | --- | --- | --------------------------- | --- | ------ | ----- | ----- | ----- | --- |
| 1   | Ventspils         | 6 | 5 | 1 | 558 | 479 | 79  | 11  | Avançam para a próxima fase | LAN |        | 90-94 | 87-89 | 68-77 |     |
| 2   | Kyiv Basket       | 6 | 4 | 2 | 481 | 484 | -3  | 10  | Avançam para a próxima fase | KÖR | 87-80  |       | 76-96 | 96-74 |     |
| 3   | Egis Körmend      | 6 | 3 | 3 | 512 | 516 | -4  | 9   |                             | VEN | 111-74 | 96-81 |       | 78-81 |     |
| 4   | Landstede Hammers | 6 | 0 | 6 | 475 | 547 | -72 | 6   |                             | KYI | 89-76  | 80-78 | 80-88 |       |     |

### Grupo L
| Pos | Clube             | J | V | D | P+  | P-  | SP   | Pts | Classificação               |     | C/V    | LEI    | ENI    | BAH    | PIN |
| --- | ----------------- | - | - | - | --- | --- | ---- | --- | --------------------------- | --- | ------ | ------ | ------ | ------ | --- |
| 1   | Pınar Karşıyaka   | 6 | 6 | 0 | 594 | 421 | 173  | 12  | Avançam para a próxima fase | LEI |        | 89-83  | 87-89  | 65-105 |     |
| 2   | Bahçeşehir Koleji | 6 | 3 | 3 | 508 | 554 | -46  | 9   | Avançam para a próxima fase | ENI | 96-84  |        | 105-90 | 73-96  |     |
| 3   | Enisey            | 6 | 2 | 4 | 526 | 547 | -21  | 8   |                             | BAH | 93-71  | 103-95 |        | 68-100 |     |
| 4   | ZZ Leiden         | 6 | 1 | 5 | 472 | 578 | -106 | 7   |                             | PIN | 112-76 | 85-74  | 96-65  |        |     |

## Playoffs
|  | Quartas de final         | Quartas de final         | Quartas de final         | Quartas de final         |                 |  | Semifinais               | Semifinais               | Semifinais               | Semifinais               |  |  | Final                     | Final                     | Final                     | Final                     |  |  |
|  | 4 de março e 11 de março | 4 de março e 11 de março | 4 de março e 11 de março | 4 de março e 11 de março |                 |  | 25 de março e 1 de abril | 25 de março e 1 de abril | 25 de março e 1 de abril | 25 de março e 1 de abril |  |  | 22 de abril e 29 de abril | 22 de abril e 29 de abril | 22 de abril e 29 de abril | 22 de abril e 29 de abril |  |  |
|  |                          |                          |                          |                          |                 |  |                          |                          |                          |                          |  |  |                           |                           |                           |                           |  |  |
|  | Ventspils                | 77                       | 90                       | 167                      |                 |  |                          |                          |                          |                          |  |  |                           |                           |                           |                           |  |  |
|  | Bahçeşehir               | 78                       | 112                      | 190                      |                 |  |                          |                          |                          |                          |  |  |                           |                           |                           |                           |  |  |
|  | Bahçeşehir               | 78                       | 112                      | 190                      | Bahçeşehir      |  |                          |                          |                          |                          |  |  |                           |                           |                           |                           |  |  |
|  |                          |                          |                          |                          |                 |  |                          |                          |                          |                          |  |  |                           |                           |                           |                           |  |  |
|  |                          | Bakken Bears             |                          |                          |                 |  |                          |                          |                          |                          |  |  |                           |                           |                           |                           |  |  |
|  | Tsmoki-Minsk             | 66                       | 87                       | 153                      |                 |  |                          |                          |                          |                          |  |  |                           |                           |                           |                           |  |  |
|  | Tsmoki-Minsk             | 66                       | 87                       | 153                      |                 |  |                          |                          |                          |                          |  |  |                           |                           |                           |                           |  |  |
|  | Bakken Bears             | 79                       | 93                       | 172                      |                 |  |                          |                          |                          |                          |  |  |                           |                           |                           |                           |  |  |
|  | Bakken Bears             | 79                       | 93                       | 172                      |                 |  |                          |                          |                          |                          |  |  |                           |                           |                           |                           |  |  |
|  |                          |                          |                          |                          |                 |  |                          |                          |                          |                          |  |  |                           |                           |                           |                           |  |  |
|  |                          |                          |                          |                          |                 |  |                          |                          |                          |                          |  |  |                           |                           |                           |                           |  |  |
|  | Pınar Karşıyaka          | 89                       | 88                       | 177                      |                 |  |                          |                          |                          |                          |  |  |                           |                           |                           |                           |  |  |
|  | Pınar Karşıyaka          | 89                       | 88                       | 177                      |                 |  |                          |                          |                          |                          |  |  |                           |                           |                           |                           |  |  |
|  | Kyiv Basket              | 71                       | 67                       | 138                      |                 |  |                          |                          |                          |                          |  |  |                           |                           |                           |                           |  |  |
|  | Kyiv Basket              | 71                       | 67                       | 138                      | Pınar Karşıyaka |  |                          |                          |                          |                          |  |  |                           |                           |                           |                           |  |  |
|  |                          |                          |                          |                          |                 |  |                          |                          |                          |                          |  |  |                           |                           |                           |                           |  |  |
|  |                          | medi Bayreuth            |                          |                          |                 |  |                          |                          |                          |                          |  |  |                           |                           |                           |                           |  |  |
|  | medi Bayreuth            | 82                       | 100                      | 182                      |                 |  |                          |                          |                          |                          |  |  |                           |                           |                           |                           |  |  |
|  | medi Bayreuth            | 82                       | 100                      | 182                      |                 |  |                          |                          |                          |                          |  |  |                           |                           |                           |                           |  |  |
|  | Cluj-Napoca              | 83                       | 67                       | 170                      |                 |  |                          |                          |                          |                          |  |  |                           |                           |                           |                           |  |  |

### Confrontos

#### Quartas de finais
| Equipe 1        | Res.    | Equipe 2     | Jogo 1 | Jogo 2 |
| --------------- | ------- | ------------ | ------ | ------ |
| Ventspils       | 167-190 | Bahçeşehir   | 77-78  | 90-112 |
| Tsmoki Minsk    | 153-172 | Bakken Bears | 66-79  | 87-93  |
| Pınar Karşıyaka | 177-138 | Kyiv Basket  | 89-71  | 88-67  |
| medi Bayreuth   | 182-170 | Cluj-Napoca  | 82-83  | 100-87 |

#### Semifinais
| Equipe 1        | Res. | Equipe 2      | Jogo 1 | Jogo 2 |
| --------------- | ---- | ------------- | ------ | ------ |
| Bahçeşehir      | -    | Bakken Bears  |        |        |
| Pınar Karşıyaka | -    | medi Bayreuth |        |        |